# Rundung
Die Rundung oder auch das Runden ist die Ersetzung einer Zahl durch einen Näherungswert, der gewünschte Eigenschaften hat, welche der ursprünglichen Zahl fehlen.
Man rundet, um
- Zahlen mit Nachkommastellen leichter lesbar zu machen;
- die beschränkte Anzahl darstellbarer Stellen einzuhalten (auch bei Gleitkommazahlen);
- den Wert irrationaler Zahlen wenigstens ungefähr anzugeben, etwa der Kreiszahl {\displaystyle \pi };
- um der Genauigkeit eines Ergebnisses Rechnung zu tragen und dadurch Scheingenauigkeit zu vermeiden; dafür werden nicht nur Nachkommastellen gerundet, sondern auch große Ganzzahlen ohne Verkürzung der Darstellung. Zum Beispiel rundet die Bundesagentur für Arbeit die errechnete Anzahl der Arbeitslosen auf volle 100. Hier bleibt die Anzahl der dargestellten Ziffern unverändert, aber die letzten zwei Stellen werden als nicht signifikant angedeutet;
- eine gegebene Zahl an die darstellbare oder zu benutzende Einheit anzupassen. Beispiele sind beim Bargeld die kleinste Münze, beim Buchgeld die kleinste rechnerische Währungseinheit, bei Küchenwaagen ganze Gramm, bei Sitzzuteilungsverfahren für die Verhältniswahl ganze Mandate.

Wird eine positive Zahl vergrößert, so spricht man von „aufrunden“; wird sie verkleinert, von „abrunden“. Bei negativen Zahlen sind diese Wörter doppeldeutig.
Werden Nachkommastellen nur weggelassen, spricht man von „abschneiden“.
Das Zeichen „ungefähr gleich“ ( ≈ ) kann darauf hinweisen, dass die nachfolgende Zahl gerundet ist. Es wurde 1892 von Alfred George Greenhill eingeführt.

## Rundungsregeln

### Kaufmännisches Runden
Das Kaufmännische Runden (nichtnegativer Zahlen) geschieht wie folgt:
- Ist die Ziffer an der ersten wegfallenden Dezimalstelle eine 0, 1, 2, 3 oder 4, dann wird abgerundet.
- Ist die Ziffer an der ersten wegfallenden Dezimalstelle eine 5, 6, 7, 8 oder 9, dann wird aufgerundet.

Diese Rundungsregel wird durch die Norm DIN 1333 beschrieben. Das Runden wird so auch häufig bereits in der Grundschule gelehrt. Auf Englisch heißt dieses Runden Round Half Up, und nicht Bankers' Rounding.
Beispiele (jeweils Rundung auf zwei Nachkommastellen):
- 13,3749… € ≈ 13,37 €
- 13,3750… € ≈ 13,38 €

Negative Zahlen werden nach ihrem Betrag gerundet, bei einer 5 also weg von null (engl: Away from Zero):
- −13,3749… € ≈ −13,37 €
- −13,3750… € ≈ −13,38 €

Das Kaufmännische Runden wird im juristischen Umfeld teilweise auch als Bürgerliches Runden bezeichnet und z. B. in § 14 des Beamtenversorgungsgesetzes so erklärt:

„Der Ruhegehaltssatz ist auf zwei Dezimalstellen auszurechnen. Dabei ist die zweite Dezimalstelle um eins zu erhöhen, wenn in der dritten Stelle eine der Ziffern fünf bis neun verbleiben würde.“

### Symmetrisches Runden
Kaufmännisches und symmetrisches Runden unterscheiden sich voneinander nur darin, wohin eine Zahl genau in der Mitte zwischen zwei Zahlen mit der gewählten Anzahl von Dezimalziffern gerundet wird.
Die symmetrische (oder geodätische, mathematische, unverzerrte, wissenschaftliche) Rundung ist wie folgt definiert (Formulierung angepasst):
1. Ist die Ziffer an der ersten wegfallenden Dezimalstelle eine 0, 1, 2, 3 oder 4, so wird abgerundet.
2. Ist die Ziffer an der ersten wegfallenden Dezimalstelle eine 5 (gefolgt von weiteren Ziffern, die nicht alle null sind), 6, 7, 8 oder eine 9, so wird aufgerundet.
3. Ist die Ziffer an der ersten wegfallenden Dezimalstelle lediglich eine 5 (oder eine 5, auf die nur Nullen folgen), so wird derart gerundet, dass die letzte beizubehaltende Ziffer gerade wird („Gerade-Zahl-Regel“).

Diese Art der Rundung wird in numerischer Mathematik, Ingenieurwissenschaft und Technik verwendet. Sie ist im IEEE-754-Standard für das Rechnen mit binären Gleitkommazahlen in Computern vorgesehen. In englischsprachiger Literatur heißt sie Round to Even oder Banker’s Rounding.
Beispiele (Rundung auf eine Nachkommastelle):
- 2,2499 ≈ 2,2 (nach Regel 1)
- 2,25 ≈ 2,2 (nach Regel 3 zur geraden Ziffer hin gerundet)
- 2,2501 ≈ 2,3 (nach Regel 2)
- 2,35 ≈ 2,4 (nach Regel 3 zur geraden Ziffer hin gerundet)
- 2,45 ≈ 2,4 (nach Regel 3 werden die Zahlen 2,45 und 2,35 auf dieselbe Zahl gerundet)

Das im vorherigen Abschnitt beschriebene kaufmännische Runden erzeugt kleine systematische Fehler, da das Aufrunden um 0,5 vorkommt, das Abrunden um 0,5 jedoch nie; das kann Statistiken geringfügig verzerren. Die hier beschriebene mathematische Rundung rundet von der genauen Mitte zwischen zwei Ziffern immer zur nächsten geraden Ziffer auf oder ab. Dadurch wird im Mittel etwa ebenso oft auf- wie abgerundet, zumindest wenn die Ursprungszahlen stochastisch sind. (Gegenbeispiel: Sind kleine Zahlen häufiger als große, kann systematisch häufiger nach unten als nach oben gerundet werden, siehe Benfordsches Gesetz.)

### Summenerhaltendes Runden
Beim summenerhaltenden Runden werden die Summanden so gerundet, dass deren Summe gleich der gerundeten Summe der Summanden ist. Dabei kann es erforderlich sein, manchen Summanden vom nächstgelegenen gerundeten Wert weg zu runden.
Wichtige Anwendungen sind die Sitzzuteilung bei der Verhältniswahl und die Aufteilung der gesamten Mehrwertsteuer in einer Rechnung auf deren einzelnen Posten.
Gründlich erforscht ist der Fall, dass alle Summanden positiv sind, siehe Sitzzuteilungsverfahren.
Für Summanden mit beiderlei Vorzeichen kann man das dortige Hare/Niemeyer-Verfahren verallgemeinern: Man rundet alle Zahlen auf die nächstliegenden runden Zahlen, und solange die Summe zu groß (oder zu klein) ist, wählt man von den aufgerundeten (beziehungsweise abgerundeten) Zahlen eine derjenigen mit der größten Aufrundung (bzw. dem größten Betrag der Abrundung) und ändert ihre Rundung in die entgegengesetzte Richtung. Damit wird die Summe der Beträge der Änderungen minimal.

## Umgang mit gerundeten Zahlen

### Runden bereits gerundeter Zahlen
Ist die Ausgangszahl bereits das Ergebnis einer Rundung, so muss für den Grenzfall, dass die neue Rundungsstelle 5 ist (und alle Stellen danach Nullen), wenn möglich auf die ungerundete Zahl zurückgegriffen werden (etwa bei mathematischen Konstanten):
- ungerundete Zahl bekannt: 13,374999747, gerundete Ausgangszahl: 13,3750

→ Rundung der ungerundeten Zahl auf zwei Nachkommastellen ergibt: 13,37
- ungerundete Zahl unbekannt, gerundete Ausgangszahl: 13,3750

→ Rundung der zuvor bereits gerundeten Zahl auf zwei Nachkommastellen ergibt: 13,38.

### Kennzeichnung von Rundungsergebnissen
In wissenschaftlichen Arbeiten und Logarithmentafeln wird manchmal kenntlich gemacht, ob die letzte Ziffer durch Auf- oder Abrunden erhalten wurde. Eine Ziffer, die durch Aufrunden erhalten wurde, wird mit einem Strich unter (oder auch oberhalb) der Ziffer kenntlich gemacht, eine Ziffer, die durch das Runden nicht verändert wurde (die Zahl wurde also abgerundet), wird mit einem Punkt über der Ziffer gekennzeichnet.
Beispiele:
- {\displaystyle 3{,}4134928...} wird zu {\displaystyle 3{,}413{\underline {5}}}; diese Zahl wird beim erneuten Runden zu {\displaystyle 3{,}413}. Beim erneuten Runden (im Beispiel auf drei Stellen nach dem Komma) ist also abzurunden.
- {\displaystyle 2{,}6245241...} wird zu {\displaystyle 2{,}624{\dot {5}}}; diese Zahl wird beim erneuten Runden zu {\displaystyle 2{,}625}, deutlicher {\displaystyle 2{,}62{\underline {5}}}. Beim erneuten Runden (im Beispiel auf drei Stellen nach dem Komma) ist also aufzurunden. Für weiteres Runden (hier auf zwei Stellen) wäre abzurunden, angedeutet durch 5.

Sind keine weiteren Stellen bekannt, so wird die Ausgangszahl als exakt angenommen.

### Rechnen mit gerundeten Zahlen
Werden gerundete Zahlen in eine Berechnung einbezogen, dann muss auch der Einfluss der Rundung auf das Endergebnis berücksichtigt werden. Abhängig davon, wie die gerundete Zahl in die Berechnung eingeht (z. B. linear, quadratisch, exponentiell oder auch nur als Summand), muss auch die Zahl der signifikanten Stellen des Ergebnisses begrenzt werden. Eine genaue Betrachtung wird entsprechend der Unsicherheitsfortpflanzung bei Messunsicherheiten durchgeführt. Eine häufig angewendete einfache Faustregel besagt, dass das Endergebnis auf die gleiche Anzahl signifikanter Stellen gerundet werden soll wie die gerundete Zahl. Wenn z. B. eine Kraft mit 12,2 Newton gemessen wird, dann werden alle Endergebnisse, die von dieser Kraft abhängen, so gerundet, dass maximal drei signifikante Stellen übrig bleiben. So wird dem Leser nicht eine höhere Genauigkeit vorgetäuscht, als wirklich vorhanden ist. Diese Regel ist allerdings nur dann problemlos anwendbar, wenn das Endergebnis proportional zur gerundeten Zahl ist.

## Rundungsregeln formal
Gerade das kaufmännische Runden wird so erklärt, dass auch Kinder es verstehen. Dafür muss man nur Preise von Waren und Gehältern in der Kommaschreibweise kennen.
Selbst im Kapitel „Elementarmathematik“ des Taschenbuchs der Mathematik von Bronstein/Semendjajew
werden etwas kompliziertere Rundungsregeln ohne Zuhilfenahme tieferer mathematischer Ausdrucksweisen formuliert, allerdings von mathematischen Erläuterungen begleitet. Im vorliegenden Abschnitt kommen einige dieser und einige andere mathematische Gesichtspunkte zur Sprache.

### Endliche und unendliche Ziffernfolgen
Bronstein/Semendjajew erörtern das Ab- oder Aufrunden anhand formaler Zahlwörter – Zeichenketten in einem (dezimalen) Stellenwertsystem, nicht zu verwechseln mit der Wortart. Positive Dezimalbrüche {\displaystyle {\frac {a}{10^{n}}}} (im engeren Sinne, {\displaystyle a,n\in \mathbb {N} }) können als
{\displaystyle z_{v}z_{v-1}\ldots z_{1},z_{-1}z_{-2}\ldots z_{-n}}
geschrieben werden (oder umgekehrt). Hierbei gibt es {\displaystyle v} Stellen vor dem Komma (allgemeiner Trennzeichen) und {\displaystyle n} Stellen danach.
{\displaystyle z_{v},\ldots ,z_{-n}} sind aus dem Ziffernvorrat
{0,1,2,3,4,5,6,7,8,9}.
Andere positive reelle Zahlen können durch Dezimalbrüche (als Näherungswerte) beliebig genau angenähert werden, vgl. Darstellungen verschiedener Zahlenarten und Dezimalbruchentwicklung. Die Koeffizienten der Dezimalbruchentwicklung
{\displaystyle \sum _{i=v}^{\infty }a_{i}10^{i}}
einer solchen Zahl {\displaystyle x} ergeben dann eine unendlich lange (durch ein Komma bzw. Trennzeichen unterbrochene) Folge von Ziffern
{\displaystyle z_{v}z_{v-1}\ldots z_{0},z_{-1}\ldots }.
Hierbei ist jeweils die Zahl {\displaystyle a_{i}} der Ziffernwert
von {\displaystyle z_{i}} – 0 hat den Ziffernwert {\displaystyle 0}, 1 hat den Ziffernwert {\displaystyle 1} usw. Mit
{\displaystyle A(j):=\sum _{i=v}^{-j}a_{i}10^{i}\qquad (j\geq -v)}
ist die Folge der Näherungswerte {\displaystyle A(j)} monoton steigend und durch {\displaystyle x} nach oben beschränkt. Mehr noch: der Abbruchfehler
{\displaystyle x-A(j)\leq 10^{-j}} geht gegen 0, somit konvergiert {\displaystyle A(j)} gegen {\displaystyle x}. Ist
{\displaystyle Z(j):=z_{v}\ldots z_{0},z_{-1}\ldots z_{-j}}
jeweils die {\displaystyle A(j)} darstellende Zeichenkette, so ist für {\displaystyle 1\leq k\leq l} die Zeichenkette {\displaystyle Z(k)} ein Präfix der Zeichenkette {\displaystyle Z(l)}, von der unendlich langen, {\displaystyle x} darstellenden Zeichenkette – salopp {\displaystyle Z(\infty )} – ist es etwas Ähnliches, Bronstein/Semendjajew nennen es informell ein „Anfangsstück“
von letzterer. Dasselbe wie für {\displaystyle Z(k)} lässt sich von {\displaystyle Z(0):=z_{v}\ldots z_{0}} sagen (Komma und Nachkommastellen fehlen).
Die Aussagen über {\displaystyle A(j)} und {\displaystyle Z(j)} treffen aber auch zu, wenn {\displaystyle x} durch eine endliche Zeichenkette mit {\displaystyle n} Nachkommastellen {\displaystyle z_{-1}\ldots z_{-n}} darstellbar ist. In diesem Fall sind für {\displaystyle i>n} die Koeffizienten {\displaystyle a_{i}=0} und die Ziffern {\displaystyle z_{i}} 0. Diese Betrachtungsweise ist auch für die Formulierung von Rundungsregeln hilfreich.
Für negative Zahlen gilt das Entsprechende mit vorangestelltem Minuszeichen usw. (die Folge der Näherungswerte fällt…).
Mit anderen Ziffernvorräten und anderen Kriterien für die Darstellbarkeit durch endliche Zeichenketten gilt das Vorige auch für Stellenwertsysteme zu anderen Basen statt 10. Die Basis 10 ist alltäglich, wenn man sich nicht (beruflich) mit der Implementierung von Rundung im Computer befasst, wo Potenzen von 2 als Basen dienen.
Die allseits beliebte Pünktchenschreibweise {\displaystyle z_{-1}...z_{-j}} ist formal als folgendermaßen rekursiv definiert zu verstehen ({\displaystyle \circ } steht für die Konkatenation von Zeichenketten, {\displaystyle \varepsilon } für die leere Zeichenkette):
{\displaystyle z_{-1}\ldots z_{-0}=\varepsilon ;\qquad z_{-1}\ldots z_{-(j+1)}=z_{-1}\ldots z_{-j}\circ (z_{-(j+1)})\quad (j\in \mathbb {N} _{0}).}

### „Abschneiden“/„Abbrechen“
Abschneiden oder Abbrechen/Abbruch nach der {\displaystyle b}-ten Nachkommastelle einer Zahl, von der {\displaystyle n\geq b} Nachkommastellen bekannt sind, bedeutet, dass man das „Zahlwort“ {\displaystyle z_{v}\ldots z_{0},z_{-1}\ldots z_{-n}\ldots } durch {\displaystyle z_{v}\ldots z_{0},z_{v+1}\ldots z_{-b}} als „Näherung“ ersetzt, in der dazu oben verwendeten Notation {\displaystyle Z(n)} durch {\displaystyle Z(b)}. Man verwendet also ein Präfix oder ein „Anfangsstück“ einer genaueren Zeichenkette. Der Fall {\displaystyle b=n} liegt praktisch etwa vor, wenn man bei einer nicht mit endlich vielen Ziffern darstellbaren Zahl, nacheinander die ersten {\displaystyle n} Nachkommastellen bestimmt und keine weiteren – in diesem Fall ist allerdings die durch {\displaystyle Z(b)} dargestellte Zahl Näherungswert eher für {\displaystyle x}. Für die mathematische Rundung auf die {\displaystyle b}-te Nachkommastelle ist jedoch die Kenntnis von (mindestens) {\displaystyle z_{-b-1}} erforderlich.
Das Abbrechen einer mit {\displaystyle n>b} Nachkommastellen vorliegenden Zahl – z. B. so aus Messwerten errechnet oder vom Messgerät abgelesen – {\displaystyle b} Nachkommastellen kann beim Rechnen mit gerundeten Zahlen sinnvoll sein, oder wenn man weiß, dass das Gerät zwar {\displaystyle n} Nachkommastellen anzeigt, aber nur {\displaystyle b} davon zuverlässig messen kann.

### Abrunden
Die Gaußklammer :{\displaystyle \lfloor ...\rfloor }, auch Gauß-, Ganzzahl- oder Abrundungs-Funktion genannt, bildet jede reelle Zahl auf die größte ganze Zahl ab, die nicht größer ist als die reelle Zahl.
Folgerungen:
- Die Gaußfunktion ändert nicht das Vorzeichen, kann aber eine positive Zahl auf null abbilden.
- Für positive Zahlen in Stellenschreibweise ist die Anwendung der Gaußfunktion identisch mit dem Abschneiden der Nachkommastellen (einschließlich des Kommas).
- Für jede negative nicht-ganze Zahl ist der Betrag des Funktionswerts größer als der Betrag der Eingangszahl.

Im Dezimalsystem ist unter Verwendung der Gaußklammer der aus {\displaystyle x} auf die {\displaystyle b}-te Nachkommastelle abgerundete Wert
{\displaystyle {\frac {\lfloor 10^{b}\cdot x\rfloor }{10^{b}}}=\lfloor 10^{b}\cdot x\rfloor \cdot 10^{-b}}.
Um eine positive nicht-ganze Zahl {\displaystyle x} in Stellenschreibweise so abzurunden, dass nur noch die {\displaystyle b}-te Nachkommastelle beibehalten wird (sie auf die {\displaystyle b}-te Stelle nach dem Komma abzurunden), schneidet man einfach die weiteren Nachkommastellen ab.

### Aufrunden
Das Gegenstück zur Gaußklammerfunktion ist die Aufrundungsfunktion (auch obere Gaußklammer), die einer reellen Zahl {\displaystyle x} die ganze Zahl
{\displaystyle \lceil x\rceil :=\min\{y\in \mathbb {Z} \mid y\geq x\}}
zuordnet. Der auf die {\displaystyle b}-te Nachkommastelle aufgerundete Wert einer reellen Zahl {\displaystyle x} ist
{\displaystyle \lceil 10^{b}\cdot x\rceil \cdot 10^{-b}}.

## Rundung im Computer
Da Gleitkommazahlen im Computer nur einen bestimmten, endlichen Speicherbereich belegen, ist die Genauigkeit systembedingt eingeschränkt. Nach mathematischen Operationen (wie der Multiplikation) entstehen zudem in der Regel Zahlen, die eine höhere Genauigkeit benötigen würden. Um das Ergebnis dennoch darstellen zu können, muss in irgendeiner Weise so gerundet werden, dass die Zahl in das vorgesehene Zahlenformat (z. B. IEEE 754) passt.
Das einfachste Rundungsschema ist das Abschneiden (engl. truncation oder chopping): Eine Zahl wird links eines bestimmten Punktes stehen gelassen, der Rest fallen gelassen. Dadurch wird sie auf die nächstmögliche Zahl abgerundet. Zum Beispiel wird, wenn man auf null Nachkommastellen rundet, aus {\displaystyle 10{,}11_{2}=2{,}75_{10}} eine {\displaystyle 10_{2}=2_{10}}. Diese Methode ist sehr schnell, sie leidet aber unter einem verhältnismäßig großen Rundungsfehler (im Beispiel beträgt er {\displaystyle 0{,}75_{10}}). Das Abschneiden ist jedoch eine unverzichtbare Methode in der digitalen Signalverarbeitung. Als einzige Methode kann mit ihr sicher ein instabiler Grenzzyklus durch Rundungsfehler in digitalen Filtern verhindert werden.
Als weiteres Rundungsschema wird ebenfalls das kaufmännische Runden verwendet (engl. round-to-nearest). Man addiert dabei vor dem Runden {\displaystyle 0{,}1_{2}=0{,}5_{10}} auf die zu rundende Zahl und schneidet danach ab. Im Beispiel hieße das, dass {\displaystyle 2{,}75_{10}+0{,}5_{10}=3{,}25_{10}=11{,}01_{2}} abgeschnitten wird zu {\displaystyle 11_{2}=3_{10}}. Der Fehler beträgt hierbei nur {\displaystyle 0{,}01_{2}=0{,}25_{10}}. Allerdings ist dieses Runden positiv verzerrt.
Daher zieht man das mathematische Runden in Betracht (englisch round-to-nearest-even), das bei Zahlen, die auf {\displaystyle \ldots {,}\ldots 5_{10}=\ldots {,}\ldots 1_{2}} enden, jeweils zur nächsten geraden Zahl rundet. Dieses Rundungsverfahren ist im IEEE-754-Standard vorgesehen. Alternativ kann auch auf die nächste ungerade Zahl gerundet werden (englisch round-to-nearest-odd).
Wenngleich das mathematische Runden eine gute numerische Leistung zeigt, benötigt es doch eine vollständige Addition, da das Übertragsbit im schlimmsten Fall durch alle Stellen der Zahl wandert. Damit besitzt es eine verhältnismäßig schlechte Laufzeitleistung. Als mögliche Umgehung dieser Problematik bietet sich eine vorgefertigte Tabelle an, die die gerundeten Ergebnisse enthält, welche nur noch abgerufen werden müssen.